# Fariborz Lachini
Fariborz Lachini (25 de agosto de 1949, Teerã, Irã) é um compositor de trilhas de filmes. Atualmente reside em Ontário, no Canadá.

## Biografia
Com vinte anos e antes da Revolução Islâmica do Irã, Lachini já tinha alcançado sucesso no mundo da música pop criando música para alguns ícones do pop persa de hoje, assim como músicas para crianças. A maioria dos tipos de música foram banidas do Irã após a Revolução, então Lachini migrou para a França para estudar músicas e computadores.
Viveu na Europa e estudou na “Université de Paris - Sorbonne”, adicionando estilos europeus em suas músicas. Lachini também aprendeu a tecnologia para criar amostras de instrumentos do Oriente Médio, imediatamente pondo-o numa importante posição quando inicou sua carreira com trilhas sonoras de filmes. Tal estilo fez muito sucesso e Lachini foi o vencedor da Menção Especial de Berlim, “Snake’s Fang ” (1991). Um comentário dessa época sobre o estilo de Lachini: "…A excepcional música é uma versão computadorizada de uma tradicional percussão do Sul do Irã. A trilha sonora define o ritmo e sinalizam ambas o perigo e a ação em todo o filme".
Lachini realizou o seu primeiro álbum solo de piano, chamado Golden Autumn, no início da década de 1990. O álbum rapidamente se tornou o mais popular álbum gravado no Irã. Devido a isto Lachini chegou a ser apelidado de “O Poderoso Chefão/O Padrinho” do piano contemporâneo no Irã. Uma música de Golden Autumn 1 está agora disponível no iTunes “Essentials - Classical World compilation”, mostrando Lachini como um dos poucos artistas não-ocidentais que contribuiu para a música clássica.
Lachini fez mais de cento e vinte projetos cinematográficos e já foi contratado por alguns cineastas iranianos internacionalmente aclamados. Um dos mais recentes trabalhos é Requiem of Snow, escolha iraquiana para o Oscar 2006. Diversos escreveram sobre a trilha sonora: "…A acústica das tristes músicas de Fariborz Lachini deixa um excitante resíduo aurático no despertar das figuras."

## Discografia
- 2006: Golden Autumn 3
- 2006: Best Soundtracks of Fariborz Lachini - Vol.1
- 2005: Sepidar
- 2005: Last Word of Nowadays
- 2003: Waves of Memories 2
- 2002: A Letter
- 2001: Pandemonium of Fire and Water
- 2000: For Your Birthday
- 2000: Waves of Memories 1
- 1998: The Tribe of Love
- 1994: Songs of the Sun Land
- 1993: Loneliness Verses
- 1992: Wolf's Trail Soundtrack
- 1992: Golden Autumn 2
- 1991: In a Cold Winter Night
- 1991: Golden Autumn 1
- 1990: Pomegranate and Cane
- 1989: Childish
- 1987: Boz Boz Ghandi
- 1977: Other Songs
- 1976: Songs of Seasons and Colors
- 1976: Argaman

## Filmografia (como compositor)
- 2007: La Chambre Noire (Canadá)
- 2007: My Pink Shirt (Canad[a)
- 2006: Wedding Dinner (Irã)
- 2005: 365 Boots on Ground (EUA)
- 2005: Requiem of Snow (Irã/Iraque)
- 2005: I saw Your Father Last Night, Aida (Irã/EUA)
- 2005: Redemption at 8:20 (Irã)
- 2005: Top of Tower (Irã)
- 2004: Salam (Irã/Afeganitão)
- 2004: Non Stop to Tokyo (Irã)
- 2003: Boutique (Irã)
- 2003: Black Eyes (Irã)
- 2003: Donya (Irã)
- 2003: Poison of Honey (Irã)
- 2002: Disturbant (Irã)
- 2000: Friends (Irã)
- 1999: Youth (Irã)
- 1998: Stranger (Irã)
- 1998: Tootia (Irã)
- 1997: Claws in Dust (Irã)
- 1997: Wounded (Irã)
- 1996: Unforgiven (Irã)
- 1996: Javanmard (Irã)
- 1995: Born Loser (Irã)
- 1995: Trap (Irã)
- 1995: Utterly Cold Blooded (Irã)
- 1994: Lost Paradise (Irã)
- 1994: Bluff (Irã)
- 1994: Jewel Mountain (Irã)
- 1994: The Wolf's Trail (Irã)
- 1993: Once and For All (Irã)
- 1992: The Man in the Mirror (Irã)
- 1991: Life's Luck (Irã)
- 1990: Snake's Fang (Irã)
- 1990: The Singing Cat (Irã)
- 1990: Sun's Blade (Irã)
- 1989: Pomegranate and Cane (Nar-o-Ney) (Irã)
- 1979: Maryam and Mani (Irã)
- 1978: Baba Khaldar (Irã)